# Anne Berit Eid
Anne Berit Eid (* 13. Juni 1957) ist eine ehemalige norwegische Orientierungsläuferin. 
1976 wurde Eid mit der norwegischen Juniorinnen-Staffel Nordische Meisterin. Im Jahr darauf gewann sie den Nordischen Meistertitel in der Staffel mit Tine Fjogstad und Wenche Jacobsen bei den Aktiven. 1978 nahm Anne berit Eid an ihrer ersten Weltmeisterschaft teil und gewann dabei die Einzelentscheidung vor der Finnin Liisa Veijalainen und Wenche Jacobsen. Bei den Weltmeisterschaften ein Jahr später im finnischen Tampere gewann sie außerdem eine Silbermedaille mit der norwegischen Frauenstaffel.
Eid lief für den Verein Romerikslagets IL aus Oslo.

## Platzierungen
| Weltmeisterschaften | Einzel | Staffel |
| ------------------- | ------ | ------- |
| 1978 Kongsberg      | 1.     | 4.      |
| 1979 Tampere        | 6.     | 2.      |
| 1981 Thun           | 20.    | 4.      |
| 1983 Zalaegerszeg   |        | 4.      |

| Nord. Meisterschaften | Einzel | Staffel |
| --------------------- | ------ | ------- |
| 1975 Nørre Snede      | 17.    | 2.      |
| 1977 Joensuu          | 6.     | 1.      |
| 1980 Borlänge         | 10.    | 3.      |
| 1982 Bornholm         | 22.    | 2.      |

| Nord. Jun.-Meisterschaften | Einzel | Staffel |
| -------------------------- | ------ | ------- |
| 1974 Nokia                 | 16.    | 2.      |
| 1976 Oslo                  | 5.     | 1.      |